# Anticipating
«Anticipating» — четвёртый сингл Бритни Спирс с альбома «Britney». Сингл был выпущен только во Франции и летом 2003 года в Бразилии, в одно время с выпуском «Anticipating», сингл «I Love Rock 'n' Roll» был выпущен четвёртым синглом в Европе.
Песня была написана и спродюсирована Брайаном Керульфом и Джошем Шварцем, также в создании текста «Anticipating» принимала участие сама Бритни. Эта песня была главной в рекламе автомобиля Toyota Vios. Однажды в интервью Бритни сказала: «Anticipating — забавная песня, которую написала я. Она напоминает нам о наших друзьях и знакомых».

## Музыкальное видео
Так как у Бритни не хватало времени, чтобы доснять видеоклип, некоторая его часть была взята из живого выступления Бритни в Лас-Вегасе. Это первый клип Бритни, в котором она выступает на сцене. Вначале этого видео Бритни со своими подругами запрыгивают в розовый автомобиль и катаются в нём по Парижу (сингл был выпущен только во Франции). Фон видеоклипа был анимированным.

## История выпуска сингла
| Регион   | Дата         |
| -------- | ------------ |
| Франция  | Май 22, 2002 |
| Бразилия | Лето, 2003   |

## Чарты
«Anticipating» достиг TOP-40 в чарте Top 100 Синглов Франции.
| Чарт (2002)              | Наивысшая позиция |
| ------------------------ | ----------------- |
| Французский чарт синглов | 38                |

## Ремиксы и официальные версии
- Album Version — 3:16
- A Cappella — 3:13
- Instrumental — 3:16
- Alan Braxe Club Mix — 4:05
- Alan Braxe Remix #1 — 4:07
- Alan Braxe Remix #2 — 1:27
- Antonie Clamaran Club Mix — 6:25
- Antonie Clamaran Instrumental Mix — 6:25
- Pk’Chu & RLS Hard & Sexy Mix — 5:43
- Pk’Chu & RLS Hard & Sexy Dub — 5:43
- Pk’Chu & RLS Sweet & Sour Mix — 6:00

## Форматы выпуска
Здесь представлены различные форматы выпуска сингла «Anticipating».
| French Promo 12" Vinyl - Side A: 1. «Anticipating» [Remix By Alan Braxe] — 4:07 - Side B: 1. «Anticipating» [Remix By Alan Braxe] — 1:27 - Side C: 1. «Anticipating» [Club Mix By Antoine Clamaran] — 6:25 2. «Anticipating» [Instru Mix By Antoine Clamaran] — 6:25 - Side D: 1. «Anticipating» [Sweet & Sour Mix By PK’Chu & RLS] — 5:58 2. «Anticipating» [Hard & Sexy Mix By PK’Chu & RLS] — 5:43 3. «Anticipating» [Hard & Sexy Dub Mix By PK’Chu & RLS] — 5:43 | U.S. promo 12" vinyl - Side A: 1. «Anticipating» [Alan Braxe Vinyl Mix] — 4:04 2. «Anticipating» [Alan Braxe Remix 1] — 1:27 3. «Anticipating» [Alan Braxe Remix 2] — 2:21 - Side B: 1. «Anticipating» [PK’Chu & RLS Sweet & Sour Mix] — 5:58 2. «Anticipating» [PK’Chu & RLS Hard & Sexy Mix] — 5:43 French CD Single 1. «Anticipating» — 3:16 2. «I'm Not a Girl, Not Yet a Woman» [Metro Mix] — 5:25 3. «Overprotected» [The Darkchild Remix] — 3:18 |